# Orom, Banatul de Nord
Orom (maghiară Orom) este o localitate în partea de nord a Serbiei, în Districtul Banatul de Nord, Voivodina. Populația este majoritar maghiară.